# Mackenzie Arnold
Mackenzie Elizabeth Arnold (Southport (Austrália), 25 de fevereiro de 1994) é uma futebolista profissional australiana que atua como goleira.

## Carreira
Mackenzie Arnold fez parte do elenco da Seleção Australiana de Futebol Feminino, nas Olimpíadas de 2016. 